# Lac Miike
Le lac Miike (御池) se situe dans les villes de Takaharu et Miyakonojō de la préfecture de Miyazaki.

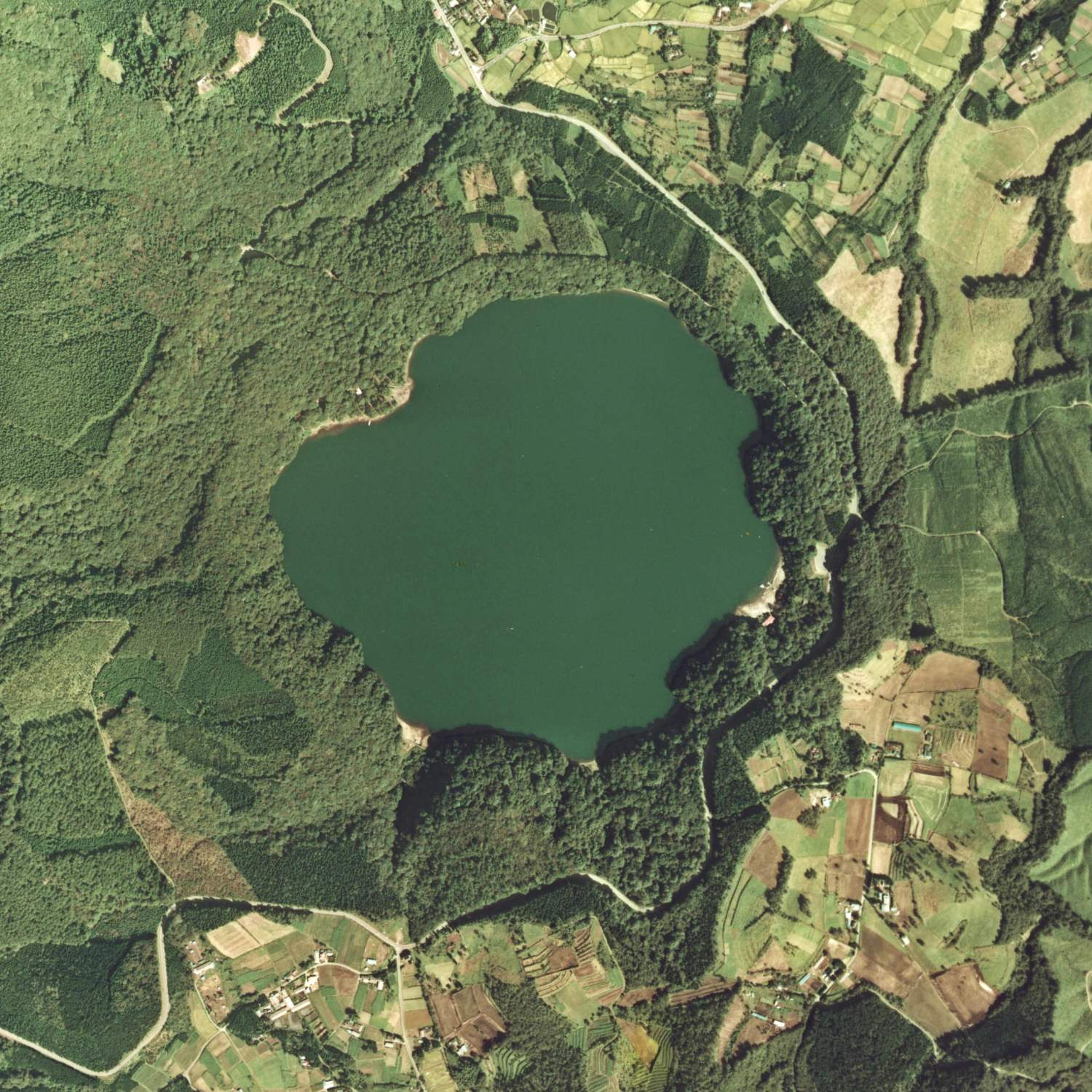
Lac Miike Miyazaki.

Le lac prend place dans un ancien cratère volcanique d'un diamètre d'environ 1 km, près du Takachihonomine (sommet de Takachiho) des monts Kirishima. Le périmètre du lac est d'environ 4 km et a une profondeur maximale de 103 m.
Le cratère a été créé par une éruption phréatique, il y a environ 4 200 ans.

## Histoire
Selon la mythologie il y avait sept ports le long du lac et l'empereur Jinmu avait l'habitude de jouer dans le voisinage de l'un d'entre eux, Oojikou. Seiku shonin, un saint prêtre qui construisait le sanctuaire de Kirishima Higashi l'entraîna à être homa.
Après la Seconde Guerre mondiale, des armes et des chars furent jetés au fond du lac.[réf. nécessaire]